# Olympische Sommerspiele 2016/Teilnehmer (Dominica)
| Gelbes Symbol für Goldmedaillen mit stilisierten Olympischen Ringen | Graues Symbol für Silbermedaillen mit stilisierten Olympischen Ringen | Braundes Symbol für Bronzemedaillen mit stilisierten Olympischen Ringen |
| ------------------------------------------------------------------- | --------------------------------------------------------------------- | ----------------------------------------------------------------------- |
| —                                                                   | —                                                                     | —                                                                       |

Dominica nahm in Rio de Janeiro an den Olympischen Spielen 2016 teil. Es war die insgesamt sechste Teilnahme an Olympischen Sommerspielen. Das Dominica Olympic Committee nominierte zwei Dreispringer für die Olympiade, die jedoch beide in der Qualifikation ausschieden.

## Teilnehmer nach Sportarten

### Leichtathletik
Springen und Werfen
| Athleten          | Wettbewerb | Qualifikation | Qualifikation | Finale        | Finale        | Rang          |
| Athleten          | Wettbewerb | Weite/Höhe    | Rang          | Weite/Höhe    | Rang          | Rang          |
| ----------------- | ---------- | ------------- | ------------- | ------------- | ------------- | ------------- |
| Frauen            |            |               |               |               |               |               |
| Thea LaFond       | Dreisprung | 12,82 m       | 18            | ausgeschieden | ausgeschieden | ausgeschieden |
| Männer            |            |               |               |               |               |               |
| Yordanys Durañona | Dreisprung | -             | -             | ausgeschieden | ausgeschieden | ausgeschieden |